# 默頓鎮區 (明尼蘇達州斯蒂爾縣)
默頓鎮區（英語：Merton Township）是位於美國明尼蘇達州斯蒂爾縣的一個行政鎮區。

## 歷史
默頓鎮區於1858年成立。原名奧賴恩鎮區（Orion Township），1862年改為現稱。

## 地方資料
默頓鎮區的面積為93.26平方千米，當中陸地面積為93.01平方千米，而水域面積為0.25平方千米。根據2020年美國人口普查的數據，當地共有人口361人，而人口密度為每平方千米3.87人。